# Crystle Stewart
Pour les articles homonymes, voir Stewart.
Crystle Stewart, née le 20 septembre 1981 à Houston (Texas), est un mannequin et une actrice de nationalité américaine qui été élue Miss USA 2008.

## Biographie
Née à Houston, elle grandit à Missouri City, au Texas.
En 2008, Crystle représente le Texas avant d'être couronnée du titre national Miss USA.
Elle commence ensuite une carrière d'actrice, collaborant notamment avec Tyler Perry.
En 2020, elle devient la nouvelle directrice des comités Miss USA et Miss Teen USA, à la suite de la scission de ces sociétés par la Miss Universe Organization.

## Filmographie
- 2011-2016 : Tyler Perry's For Better or Worse (en) (série télévisée) : Leslie Morris
- 2012 : Good Deeds de Tyler Perry : secrétaire
- 2018 : Acrimony (en)de Tyler Perry : Diana
- 2024: Beauty in black de Tyler Perry: Mallory